# Thomas Köck
Thomas Köck (* 1986 in Wolfern, Oberösterreich) ist ein österreichischer Autor, Dramatiker und Regisseur.

## Leben
Thomas Köck wuchs als Sohn einer Bankangestellten und eines Tischlers in Oberösterreich auf. Er arbeitete als Musiker, studierte Philosophie und Literaturtheorie an der Universität Wien und der Freien Universität Berlin, außerdem Szenisches Schreiben an der Universität der Künste Berlin sowie am Deutschen Literaturinstitut in Leipzig. Er arbeitete u. a. als Regieassistent und Performer beim theatercombinat wien / Claudia Bosse, im diaphanes Verlag, veröffentlichte in Literaturzeitschriften und zeigte erste Arbeiten in stillgelegten Kinos, im Schikaneder oder beim 100° Festival.
Seither entstanden eine Reihe von Theaterstücken, die mehrfach ausgezeichnet wurden und im gesamten deutschsprachigen Raum gespielt sowie in mehr als 15 Sprachen übersetzt wurden. Besondere Aufmerksamkeit erzielte die von ihm zwischen 2014 und 2016 verfasste klimatrilogie, die international gespielt wird. Die Literaturprofessorin Vicky Angelaki nannte sie in der 2019 erschienenen Anthologie Theatre & Environment "a text no less aggressive in its critique of complaceny than Ibsen's timeless paradigm (...) Köck's play deviates considerably from the norm of dramatic text and moves into substantial experimentation territory, such that we are largely kept at a distance from traditional modes of dialogue. All the while, the historical reference and universal referentiality of the play are maintained, helping it make a strong sociopolitical statement."
Die Literaturwissenschaftlerin Christina Wald hält in einer längeren Untersuchung seiner Antigone-Bearbeitung fest, dass his dramatic writing at times has a resonance that comes close to poetry and cannot fully be absorbed by listening once to a performed version of his lines (...) This writing style creates a flow of words from which meaning has to be retrieved by intonation and breaks during the performance. Readers, too, will feel compelled to read the text aloud as the evolving rhythm facilitates the grammatical task of identifying syntactic units.
Des Weiteren organisiert Köck Literaturveranstaltungen, unterrichtet Szenisches Schreiben an verschiedenen Hochschulen und arbeitete an einem Dokumentarfilm über den gescheiterten Wiederaufbau von Beirut nach dem Bürgerkrieg, mit dem er zu Berlinale Talents eingeladen wurde und der für den Robert-Bosch-Filmpreis nominiert war.
Unter dem Label ghostdance entwickelt er zusammen mit dem Musiker und Sänger der Gruppe Ja, Panik, Andreas Spechtl, hantologische readymades, die u. a. bei ImPulsTanz oder am Theater Basel gezeigt wurden.
Gemeinsam mit Jörg Albrecht, Thomas Arzt, Sandra Gugić und Gerhild Steinbuch entstand Ende 2016 der Blog nazisundgoldmund.net, „ein vielköpfiges poetologisches Monstrum, das die Entwicklungen und Aktionen der Europäischen Rechten und ihrer internationalen Allianzen kritisch beobachtet.“
Seit 2017 arbeitet Köck auch als Regisseur zumeist von eigenen Stücken und oft mit dem Einsatz von Chören, so entstanden Produktionen und Inszenierungen an Theatern in Österreich, Deutschland und der Schweiz, wie dem Thalia Theater, dem Schauspiel Leipzig oder dem Schauspiel Frankfurt wie auch am UNAM in Mexiko, die unter anderem für den Nestroy-Preis nominiert wurden oder zu Festivals wie dem Radikal-jung-Festival oder die Autorentheatertage ans Deutsche Theater eingeladen wurden. Die New York Times beschreibt seine inszenatorische Arbeit als energetic, music-filled, (...) by turns humourous, absurd surreal and horrifying", gleichzeitig arbeite er mit einem "arrestingly poetic register for his meditation on the grief and panic that are common responses to seeing nature perish.
Ursprünglich sollte sein Opern-Debüt opera, opera, opera! revenants and revolutions, das als verschollener vierter Teil der Klimatrilogie angekündigt wurde, im Rahmen der Münchner Biennale 2020 in Kooperation mit der Oper Halle Premiere feiern, mit einer Komposition von Eloain Lovis Hübner. Beides musste aufgrund der COVID-19-Pandemie abgesagt werden, woraufhin das künstlerische Team aus den Resten ein interaktives digitales Musiktheater-Videospielessay, „einen immersiven Hybrid aus Gamingsituation und interaktiver Videokunst“, basierend auf dem Opernprojekt, entwickelte. Es wurde in Deutschland und Österreich ausgestellt und auf Festivals gezeigt, für den „A Maze“-Award nominiert und mit dem FAUST-Theaterpreis 2023 in der Sparte Musik & Ton ausgezeichnet.

## Werke

### Theaterstücke

#### Klimatrilogie
- paradies hungern. teil zwei der klimatrilogie. UA: Theater Marburg, Regie: Fanny Brunner, 2015
- paradies fluten (verirrte sinfonie). teil eins der klimatrilogie. UA: Ruhrfestspiele Recklinghausen / Schauspiel Mainz, Regie: Sara Ostertag, 2016
- paradies spielen (abendland. ein abgesang). teil drei der klimatrilogie. UA: Nationaltheater Mannheim, Regie: Marie Bues, 2017

#### Kronlandsaga
- kudlich – eine anachronistische puppenschlacht, erster teil der kronlandsaga. UA: Schauspielhaus Wien, Regie: Marco Štorman, 2016
- dritte republik – eine vermessung, dritter teil der kronlandsaga. UA: Thalia Theater, Regie: Elsa-Sophie Jach & Thomas Köck, 2018[9]
- kudlich in amerika oder who owns history, zweiter teil der kronlandsaga. UA: Schauspielhaus Wien, Regie: Elsa-Sophie Jach & Thomas Köck, 2020

#### Weitere Stücke
- jenseits von fukuyama. UA: Theater Osnabrück, Regie: Gustav Rueb, 2014
- splitter. UA: Stadttheater Bremerhaven, Regie: Moritz Beichl & Greg Liakopoulos, 2015
- Isabelle Huppert (geopfert wird immer). UA: Pfalztheater Kaiserslautern, Regie: Ingo Putz, 2016
- strotter – ein postapokalyptischer spaziergang. UA: Schauspielhaus Wien, Regie: Tomas Schweigen, 2016
- die zukunft reicht uns nicht (klagt, kinder, klagt!). UA: Schauspielhaus Wien, Regie: Elsa-Sophie Jach & Thomas Köck, 2017
- abfall der welt. UA: Staatstheater Karlsruhe & Rampe Stuttgart, Regie: Marie Bues, 2018
- atlas. UA: Schauspiel Leipzig, Regie: Philipp Preuss, 2019
- antigone. ein requiem. UA: Schauspiel Hannover, Regie: Marie Bues, 2019
- wagner - ring des nibelungen (a piece like fresh chopped eschenwood). UA: Berliner Ensemble, Regie: Ersan Mondtag, 2021
- und alle tiere rufen: dieser titel rettet die welt auch nicht mehr. UA: Kunstfest Weimar, Regie: Marie Bues, 2021
- algo pasó (la ultima obra) UA: Schauspiel Stuttgart, Koproduktion mit UNAM Mexico, Regie: Thomas Köck, Ko-Regie: Anna Laner, 2021
- eure paläste sind leer (all we ever wanted) UA: Münchner Kammerspiele, Regie Jan-Christoph Gockel, 2021
- vendetta vendetta (a bunch of opfersongs) UA: Schauspiel Leipzig, Regie: Thomas Köck, 2022
- solastalgia UA: Kunstfest Weimar / Schauspiel Frankfurt, Regie: Thomas Köck, 2022
- the world flames like a discokugel (styx spricht) (Ko-Autorinnenschaft mit Mateja Meded) UA: RambaZamba Theater, Regie: Jacob Höhne, 2022
- und wenn ich von der zeit spreche spreche ich von der zeit die schon nicht mehr ist (am rande des rollfelds) UA: Theater Münster, Regie: Mareike Mikat, 2023[10]
- keeping up with the penthesileas (Ko-Autorinnenschaft mit Mateja Meded) UA: Theater Neumarkt, Regie: Thomas Köck & Mateja Meded, 2023[11]
- forecast:ödipus – living on a damaged planet, UA: Schauspiel Stuttgart, Regie: Stefan Pucher, 2023[12]
- eigentum (let's face it we're fucked), UA: Schauspiel Köln, Depot 1, Regie: Marie Bues, 2023[13]
- aerocircus (eine circensische karnevaleske mit planwagen), UA: Berliner Festspiele, Regie: Jacob Höhne, 2023
- the weird & the eerie, UA: Kunstfest Weimar, Regie: Michael von zur Mühlen, 2024
- Chronik der laufenden Entgleisungen (austria revisited), UA: Schauspielhaus Graz / Schauspielhaus Wien, Regie: Marie Bues, 2024
- proteus 2481, UA: Münchner Kammerspiele, Regie: Thomas Köck, 2024

### Hörspiele
- 2015: Oskars Beschwerde beim Berliner Senat, (Teil des Projektes Die letzten Sekunden der Kindheit des 12. Jahrgangs Szenisches Schreiben der UdK, Berlin), Regie: Regine Ahrem (RBB)
- 2017: Also Poesie gegen Rechts oder was? Kollektivtext von Nazis & Goldmund, Nachtstudio, (BR)
- 2019: Jenseits von Fukuyama, Regie: Martin Heindel (WDR)
- 2019: Mein hohles Herz singt Lieder der Versammlung. Eine Collage entstanden zur Zeit des körperlichen Abstands, zusammen mit Hannes Becker, Nina Bussmann, Dmitrij Gawrisch, Maren Kames, Julia Kandzora, Judith Keller, Joël László, Jan Schomburg, Kevin Rittberger, Gerhild Steinbuch, Lena Vöcklinghaus, Regie: Henri Hüster, Komposition: Max Andrzejewski, Florentin Berger-Monit, Johannes Wernicke, Sophia Kennedy, Andreas Spechtl (Deutschlandfunk Kultur)
- 2020: atlas. Regie: Heike Tauch, Komposition: Janko Hanushevsky (MDR)
- 2021: Ravenna Record, Text, Regie & Komposition: Thomas Köck & Andreas Spechtl (DLF)
- 2021: und alle tiere rufen: dieser titel rettet die welt auch nicht mehr, Regie: Anouschka Trocker und Maria Bues (DLR)
- 2025: the weird & the eerie, von Michael v. z. Mühlen, Thomas Köck, Andreas Spechtl, Katharina Ernst, Annea Lounatvuori, Martin Miotk (DLF Klangkunst)

### Publikationen
- klimatrilogie (paradies fluten / paradies hungern / paradies spielen). Suhrkamp, 2017
- eure paläste sind leer (all we ever wanted). Suhrkamp, 2022
- Chronik der laufenden Entgleisungen. Suhrkamp, 2024[14]
- Un Gran Casino. diaphanes, 2025

### Beiträge in Anthologien
- Corinne Orlowski (Hrsg.): Vor dem Palast. Gespräche über Einar Schleef. Suhrkamp, 2019.
- Frank Wegner, Katharina Raabe (Hrsg.): Warum Lesen. Suhrkamp, 2020.
- Stephanie Waldow (Hrsg.): Ruiniert Euch! Literatur, Theater, Engagement. starfruit publications, 2021.
- Donat Blum, Valentin Moritz (Hrsg.): Oh Boy: Männlichkeit*en heute. Kanon Verlag, 2023.

### Libretti
- opera opera opera! revenants & revolutions (verschollener vierter teil der klimatrilogie). Suhrkamp, 2020, Biennale München / Oper Halle, Komposition: Eloain Lovis Hübner, Regie: Michael von zur Mühlen (nicht aufgeführt wegen Corona)[15]
- missing in cantu (eure paläste sind leer). Suhrkamp, 2023, Kunstfest Weimar / Deutsches Nationaltheater Weimar, Komposition: Johannes Maria Staud, Regie: Andrea Moses
- karlos kommentar (eine gesungene depesche). Suhrkamp, 2024, Kommentar zur Oper Don Carlos von Giuseppe Verdi, Oper Freiburg, Komposition: Giuseppe Verdi, Regie: Michael von zur Mühlen

### Film
- GSPNSTR, Kurzfilm, arte, 2019[16]
- Un Gran Casino, 2024, R: Daniel Hoesl[17]

## Auszeichnungen
- 2013: Osnabrücker Dramatikerpreis
- 2014: nominiert für den Filmförderpreis der Robert-Bosch-Stiftung für internationale Zusammenarbeit
- 2014: Stipendiat am 18. Klagenfurter Literaturkurs
- 2015: Else-Lasker-Schüler-Dramatikerpreis
- 2015: Wiener Dramatikerstipendium
- 2015: Thomas Bernhard-Stipendium
- 2015: Aufenthaltsstipendium im Künstlerdorf Schöppingen
- 2015: Einladung zum Heidelberger Stückemarkt
- 2015: Hausautor am Nationaltheater Mannheim
- 2016: Kleist-Förderpreis für paradies fluten
- 2016: Dramatikpreis der österreichischen Theaterallianz
- 2018: Literaturpreis „Text & Sprache“ des Kulturkreises der deutschen Wirtschaft
- 2018: Mülheimer Dramatikerpreis für paradies spielen (abendland. ein abgesang)[18]
- 2018: „Nachwuchsautor des Jahres“ in der Kritikerumfrage von Theater Heute (gemeinsam mit Enis Maci)
- 2018: nominiert für den Nestroy-Preis in der Kategorie „Beste Regie“ mit „die zukunft reicht uns nicht (klagt, kinder, klagt!)“[19]
- 2019: Mülheimer Dramatikerpreis für atlas[20] (auch Publikumspreis[21])
- 2020: Hörspiel des Monats November mit Atlas
- 2021: Hörspielpreis der Kriegsblinden mit Atlas[22]
- 2022: Aufenthaltsstipendium der Kulturakademie Tarabya
- 2024: Platz 1 ORF-Bestenliste November 2024 mit "Chronik der laufenden Entgleisungen"